# Chrétien Waydelich
Chrétien André Waydelich (Strasburgo, 28 novembre 1841 – Parigi, 7 settembre 1917) è stato un giocatore di croquet francese.
Partecipò ai Giochi della II Olimpiade di Parigi nella gara di singolo, una palla, dove vinse la medaglia di bronzo, e nella gara di singolo, due palle, dove vinse la medaglia d'oro.

## Palmarès
| Anno | Manifestazione | Sede   | Evento             | Risultato |
| ---- | -------------- | ------ | ------------------ | --------- |
| 1900 | Olimpiadi      | Parigi | Singolo, una palla | Bronzo    |
| 1900 | Olimpiadi      | Parigi | Singolo, due palle | Oro       |